# Альбек (Иккер-Рандов)
Альбек (нем. Ahlbeck) — община в Германии, в земле Мекленбург-Передняя Померания.
Входит в состав района Иккер-Рандов. Подчиняется управлению Ам Штеттинер Хаф. Население составляет 726 человек (2009); в 2003 г. — 818. Занимает площадь 18,66 км².

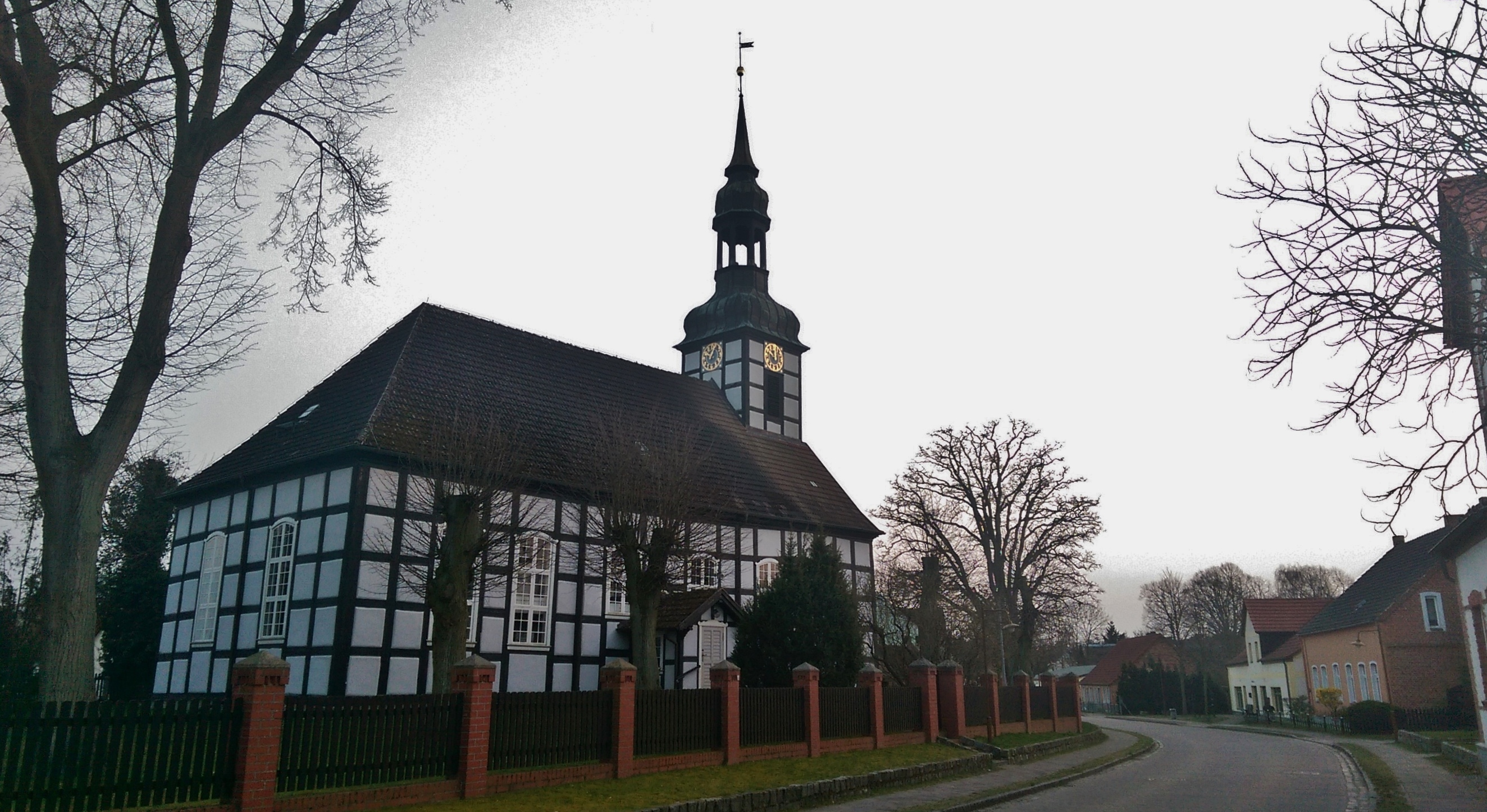

| Год  | Население |
| ---- | --------- |
| 1991 | 772       |
| 1995 | 740       |
| 2000 | 876       |
| 2005 | 801       |
| 2010 | 718       |